# アラン・ムーン

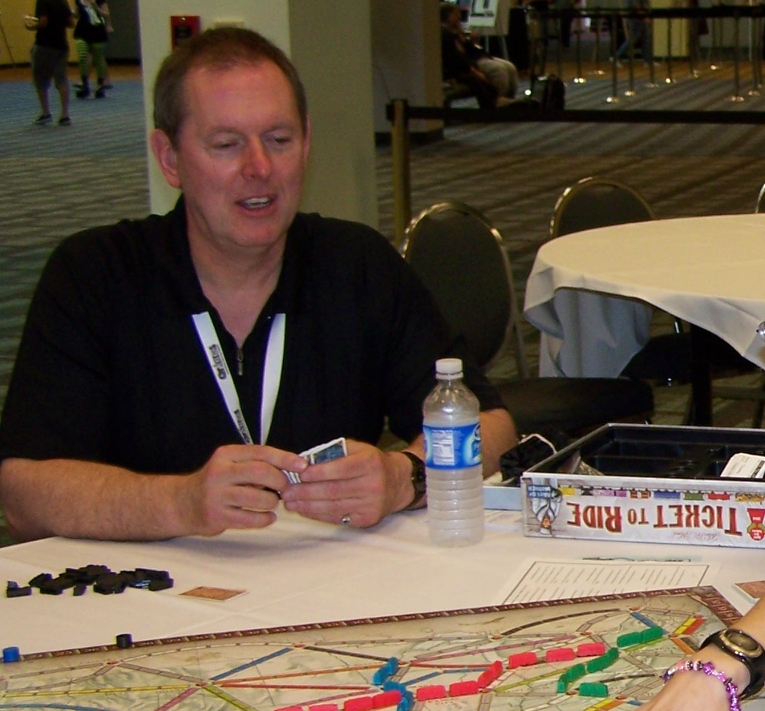
チケット・トゥ・ライドをプレイするアラン・ムーン

アラン・ムーン(Alan R.Moon)は、イギリスサウサンプトン出身のアメリカのゲームデザイナーである。ドイツのボードゲームのデザイナーとして知られる。作品の中には巡回セールスマン問題を元にしたものが多く見られる。
ムーンは最初アバロンヒルやパーカー・ブラザーズで働いていたが、1990年に自分の会社「White Wing」を立ち上げている。また、ラベンスバーガーやデイズオブワンダーといったメーカーからも作品を発表している。

## 主な作品
- エルフェンランド（1998年・ドイツ年間ゲーム大賞）
- チケット・トゥ・ライド（2004年・ドイツ年間ゲーム大賞）